# アルフォンシーナ・ストルニ
アルフォンシーナ・ストルニ (Alfonsina Storni、1892年5月29日 - 1938年10月25日)は、モデルニスタ期のアルゼンチンの詩人。

## 生い立ち
1892年5月29日にスイスのティチーノ州サラ・カプリアスカで生まれる。両親はアルフォンソ・ストルニとパオラ・マルティニョーニであり、イタリア系スイス人の流れを汲む。彼女が生まれる前から父親はアルゼンチンのサンファン市でビールやソーダを製造する醸造所を始めていた。1891年、医師の助言に従い、彼は妻と共にスイスに帰国して、翌年にアルフォンシーナが生まれる。
彼女は4歳になるまでスイスに住んでいた。1896年に家族はサンファンに渡り、数年後の1901年に経済問題のためロサリオに移る。彼女の父は宿屋を開き、ストルニはさまざまな雑用を手伝うが、ほどなく家族経営は破綻した。ストルニは12歳の頃に詩を書き始め、自由な時間に詩作を続ける。のちに定時制の生徒としてコレーヒオ・デ・ラ・サンタ・ウニオンに入学した。1906年に父親が死去して、彼女は家族を支えるため帽子工場で働き始める。
1907年、彼女は踊りに興味を持ったことから巡業劇団に入団する。ヘンリック・イプセンの『幽霊』、ベニート・ペレス・ガルドスの『ラ・ロカ・デ・ラ・カサ』、フロレンシオ・サンチェスの『ロス・ムエルトス』といった上演作に出演を果たす。1908年に再婚してバスティンザに住んでいた母親と一緒に暮らすようになる。1年後、ストルニはコロンダに赴き、当地で地元の小学校教師になるための勉強を始める。この頃、地元の雑誌『Mundo Rosarino』や『Monos y Monadas』、さらに『Mundo Argentino』でも働きだした。
1912年に彼女は大都市の匿名的空間を求めてブエノスアイレスに移る。当地にて「社会で一定の地位にある気になる存在でした。彼は政治にとても積極的です……」と心境を述懐した彼女は既婚男性と出会い、恋に落ちる。彼女は19歳でジャーナリストの子供を妊娠してシングルマザーになったことを知った。教職や新聞業によって生計を支えていた彼女はアルゼンチンの中間層拡大で表面化した社会・経済的問題により多数の女性権利活動家が出てきたブエノスアイレスに居住していた。

## 文学活動
ストルニはアルゼンチンの文学や演劇における男性優位の世界で成功を収めた最初の女性の一人で、ラテンアメリカ詩壇に独特の位置を占め、個性的で価値のある表現を展開した。ストルニは読者のみならず他の作家にとっても影響力のある人物である。彼女は主に詩作で知られていたが、散文、ジャーナリスティックエッセイ、戯曲も執筆している。ストルニはしばしば物議を醸す意見も述べた。彼女は性別の役割や女性に対する差別から政治まで幅広いトピックで批判した。当時の彼女の作品は特定の運動や形式とは関連性が皆無である。彼女の作品が適合するであろう運動や形式が見られるのはモダニズムやアバンギャルド運動が廃れ始めてからである。彼女の型破りな様式は厳しく批判されており、彼女は最も頻繁にポストモダン作家として分類される。

### 初期作

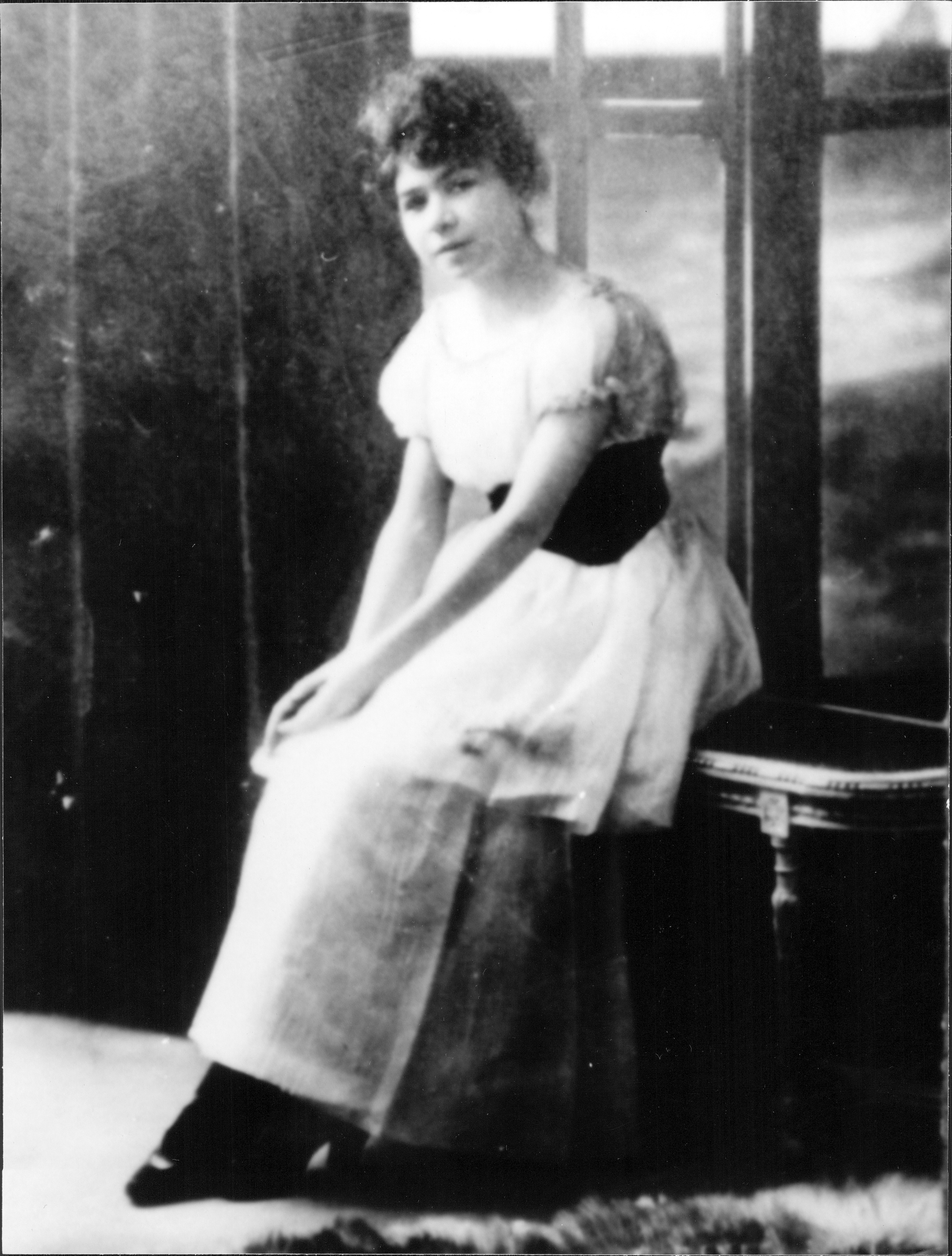
ストルニ (1916年)

ストルニは1916年にエミン・アルスランが発行している文学雑誌『La Nota』に初めて複数の作品を発表した。彼女は1919年3月28日から11月21日まで常連ともいえる寄稿者であった。彼女の詩『Convalecer』や『Golondrinas』は雑誌に掲載された。貧困生活にもかかわらず、彼女は1916年に詩集『La inquietud del rosal』を刊行し、そのかたわら商店のレジ係として働きながら雑誌『Caras y Caretas』で執筆を始めた。今日でもストルニの初期の詩作品は最もよく知られ、高く評価されているが、ホルヘ・ルイス・ボルヘスやエドゥアルド・ゴンザレス・ラヌザといった著名人など同時代の男性から厳しい批判を受ける。著作はエロティシズムやフェミニストをテーマとしており、詩の主題はこの時代において物議を醸すが、このような直接的方法で女性について書くことは詩人として彼女の最も重要な革新のひとつであった。

### 広がる評価
急速に発展するブエノスアイレスの文学界においてストルニはほどなくホセ・エンリケ・ロドやアマド・ネルヴォなどといった他の作家と親交を結ぶ。彼女の経済状態は向上して、ウルグアイのモンテビデオに旅行する余裕もできた。当地にて彼女は詩人ファナ・デ・イバルボロウやオラシオ・キロガと出会い、二人と大親友になる。キロガはアナコンダグループを率いており、ストルニはエミーラ・ベルトレー、アナ・ワイス・デ・ロッシ、アムパロ・デ・ヒエケン、リカルド・ヒッケン、ベルタ・シンゲルマンとともにメンバーになった。最も多作な時期の一時期である1918年から1920年までストルニは『El dulce dano』（甘い痛み、1918年）、『Irremediablemente』（絶望、1919年）、『Languidez』（倦怠、1920年）といった3冊の詩集を発表する。後者は第一市詩賞や第二国民文学賞を授与され、才能ある作家として名声と評判を高めた。また彼女はこの頃の著名な新聞や雑誌にて数多くの論説を発表した。その後、彼女の作品で最も伝統的詩形の構造を用いたうちの一作であり、ほぼ全体がソネットで構成されている1925年の詩集『Ocre』で詩形の実験を続ける。1926年の詩集『Poemas de Amor』は彼女の作品の中ではあまり知られていないが大ざっぱな散文詩で構成されており、前作とほぼ同時期に書かれた。

### 演劇
詩集『Ocre』が成功のうちに終わったあと、ストルニは戯曲の執筆に没頭することになる。初めての自伝的戯曲作『El amo del mundo』は、1927年3月10日にセルバンテス劇場で上演されたが、観衆に好評ではなかった。とはいえ多くの批評家たちは、この頃のアルゼンチンは劇場全体が衰退状態にあったため、こういう時代的雰囲気の中において数多くの質の高い戯曲作が成功を果たせずに失敗したことを見ており、作品そのものが低品質であることを決定付けるものでは無い。劇の短期上演後、ストルニは本作をバンバリナスで刊行、同出版社での原題は『Dos mujeres』である。戯曲『Dos farsas pirotecnicas』を1931年に発表、それから彼女は何十年もの間もずっと人気を保ち続けることになったであろう数多くの子供向けの戯曲を書き上げた。

### 後期作
詩集の発表からほぼ8年もの休筆の後、ストルニは1934年に詩集『El mundo de siete pozos』（七つの井戸の世界）を刊行した。彼女が生前に刊行した最終巻である1938年の詩集『Mascarilla y trebol』（マスクとクローバー）は卓越した韻文実験が注目される。最終巻には彼女が「アンチソネット」と呼んだもの、または伝統的ソネットの多くの詩形構造を用いているが、伝統的押韻構成に則らない韻文が収録されている。

## 病、そして最期
1935年、ストルニは左胸にしこりを発見して手術を受ける。さらに1935年5月20日に根治的乳房切除術を受けた。彼女は1938年に乳がんが再発したことを知った。1938年10月25日火曜日の午前1時頃、ストルニは部屋を出たあと、アルゼンチンのマルデルプラタにあるラペルラビーチの海に向かい、入水自殺した。その朝遅くに2人の労働者が遺体が浜辺に打ち上げられているのを発見した。伝記作家は彼女が防波堤から海の中に飛び込んだと考えているが、一般に広まっている伝説によれば、彼女は水死するまでゆっくりと海の中へと向かって歩いていったという。のちにラ・チャカリータ墓地に埋葬される。 彼女の入水自殺はアリエル・ラミレスやフェリックス・ルナにインスピレーションを与え、楽曲『"Alfonsina y el Mar"』（アルフォンシーナと海）を作曲させた。

## 著作
- 1916 La inquietud del rosal ("The Restlessness of the Rosebush")[20]
- 1916 Por los niños que han muerto("For the kids that have died")[21]
- 1916 Canto a los niños("Sing to the Children")[21]
- 1918 El dulce daño ("The Sweet Harm")[20]
- 1918 Atlántida colaboracion.[22]
- 1919 Irremediablemente ("Irremediably")[20]
- 1919 Una golondrina [21]
- 1920 Languidez ("Languidness")[20]
- 1925 Ocre ("Ochre")[20]
- 1926 Poemas de amor ("Love poems")[20]
- 1927 El amo del mundo: comedia en tres actos - play ("Master of the world: a comedy in three acts" [20]
- 1932 Dos farsas pirotécnicas - play ("Two pyrotechnic farces")[20]
- 1934 Mundo de siete pozos ("World of seven wells")[20]
- 1938 Mascarilla y trébol ("Mask and trefoil")[20]
- 1938 I am Going to Sleep[20]

死後:
- 1938 Antología poética ("Poetic anthology")[20]
- 1950 Teatro infantil ("Plays for children")[20]
- 1968 Poesías completas ("Complete poetical works")[20]
- 1998 Nosotras y la piel: selección de ensayos ("We (women) and the skin: selected essays")[20]

## 賞
1910年、「Maestra Rural」の称号を授与
1917年、「Premio Annual del Consejo Nacional de Mujeres」を授与
1920年、著作『Languidez』で第一市賞や第二国民文学賞を授与